# Стабілізація якості корисної копалини
Стабілізація якості корисної копалини – комплекс заходів, що спрямовані на забезпечення сталості хімічного складу і технологічних властивостей корисної копалини у визначеному обсязі (добовий, змінний чи годинний видобуток, поїзд та ін.). 
СТАБІЛІЗАЦІЯ ЯКОСТІ РУДИ – забезпечення відповідного ступеня якісної однорідності руди, яка видобувається, шляхом доцільного у технікоекономічному відношенні регулювання процесів видобутку, транспортування й переробки сировини.